# Robert Youngson
Robert Youngson (né le 27 novembre 1917, mort le 8 avril 1974)  est un producteur, réalisateur et scénariste américain.
Il a remporté deux Oscars du cinéma et a été nommé à plusieurs reprises.
En 1941, il rejoint Pathé News, et pendant la guerre il produit des films pour la Navy.

## Filmographie
- 1948 : Football Magic
- 1949 : Spills and Chills
- 1950 : Blaze Busters (en)
- 1955 : Gadgets Galore
- 1960 : When Comedy Was King
- 1961 : Days of Thrills and Laughter
- 1963 : Thirty Years of Fun
- 1965 : Laurel and Hardy and the Laughing '20
- 1967 : Further Perils of Laurel and Hardy
- 1970 : Four Clowns

## Récompenses et nominations
- 1949 : nommé pour Spills and Chills
- 1950 : nommé pour Blaze Busters (en)
- 1951 : Oscar du meilleur court métrage en prises de vues réelles pour The World of Kids
- 1955 : Oscar du meilleur court métrage en prises de vues réelles pour This Mechanical Age
- 1955 : nommé pour Gadgets Galore
- 1957 : nommé pour I Never Forget a Face

## Sources
- (en) Cet article est partiellement ou en totalité issu de l’article de Wikipédia en anglais intitulé « Robert Youngson » (voir la liste des auteurs).